# Spencer Kieboom
Pour les articles homonymes, voir Kieboom.
Spencer John Kieboom (né le 16 mars 1991 à Mount Pleasant, Caroline du Sud, États-Unis) est un receveur des Nationals de Washington de la Ligue majeure de baseball.

## Carrière
Joueur des Tigers de l'université de Clemson, Spencer Kieboom est réclamé au 5e tour de sélection par les Nationals de Washington lors du repêchage amateur de 2012. 
Il fait ses débuts dans le baseball majeur avec les Nationals le 2 octobre 2016. À ce premier match, le dernier de la saison des Nationals, Kieboom fait une présence au bâton comme frappeur suppléant et marque un point contre les Marlins de Miami.
Il a deux frères joueurs de baseball : Carter Kieboom est un choix de première ronde des Nationals au repêchage de 2016 et Trevor Kieboom joue pour les Bulldogs de l'université de Géorgie avant que sa carrière ne soit interrompue par des blessures.